# Martin Diepgen
Martin Diepgen (* 27. August 1956 in Seligenstadt) ist ein deutscher Kommunalpolitiker (CDU). Seit Februar 2013 ist er Erster Bürgermeister der Stadt Heilbronn und damit Stellvertreter des Oberbürgermeisters.

## Leben
Martin Diepgen wuchs in Hanau auf. Er hat zwei Schwestern und zwei Brüder, der 15 Jahre ältere ehemalige Regierende Bürgermeister von Berlin Eberhard Diepgen ist sein Halbbruder.
In Mainz und Freiburg im Breisgau studierte Martin Diepgen gemeinsam mit Ulrich Neymeyr katholische Theologie. Von 1982 bis 1991 war er katholischer Geistlicher und nahm verschiedene Aufgaben in Mainz (unter anderem in Heilig Geist in Mainz-Mombach) und in der Gegend von Darmstadt war. Dann legte er das Priesteramt nieder, um seine Frau Lioba heiraten zu können.
Im Jahr 1992 bewarb er sich bei der Bundesanstalt für Arbeit und war nach einer einjährigen Einweisungszeit bis 1998 Leiter der Abteilung für Berufsberatung im Lörracher Arbeitsamt. Anschließend wechselte er als Referent ans Landesarbeitsamt in Stuttgart, wo er unter anderem für die Berufsberatung und die Berufsinformationszentren zuständig war. Zum 1. Januar 2002 übernahm er die Leitung des Heilbronner Arbeitsamtes, die er bis Ende Januar 2013 innehatte.
2008 trat Diepgen in die CDU ein, für die er bei der Kommunalwahl 2009 in den Heilbronner Gemeinderat gewählt wurde. Die Heilbronner CDU nominierte ihn Ende 2012 als Nachfolger der scheidenden Ersten Bürgermeisterin Margarete Heidler (geb. Krug); am 20. Dezember wählte ihn der Heilbronner Gemeinderat in dieses Amt, für das er sein eigenes Ratsmandat aufgeben musste. Am 1. Februar übernahm er als Erster Bürgermeister das Dezernat II der Stadtverwaltung, das im Wesentlichen für Wirtschafts- und Personalfragen zuständig ist.
Am 24. Oktober 2013 schlugen CDU und FDP Diepgen als Kandidaten für die Heilbronner Oberbürgermeisterwahl am 16. März 2014 vor. Wichtigster Gegenkandidat Diepgens war sein von SPD, Grünen und Freien Wählern vorgeschlagener Bürgermeisterkollege Harry Mergel, der die Wahl im ersten Wahldurchgang gewann.
Diepgen lebt mit seiner Frau, mit der er einen Sohn hat, in Heilbronn-Kirchhausen.